# Carona (Tesino)
Carona es una comuna suiza del cantón del Tesino, situada en el distrito de Lugano, círculo de Carona. Limita al oeste y norte con la comuna de Lugano, al este con Melide, y al sur con Vico Morcote y Morcote.

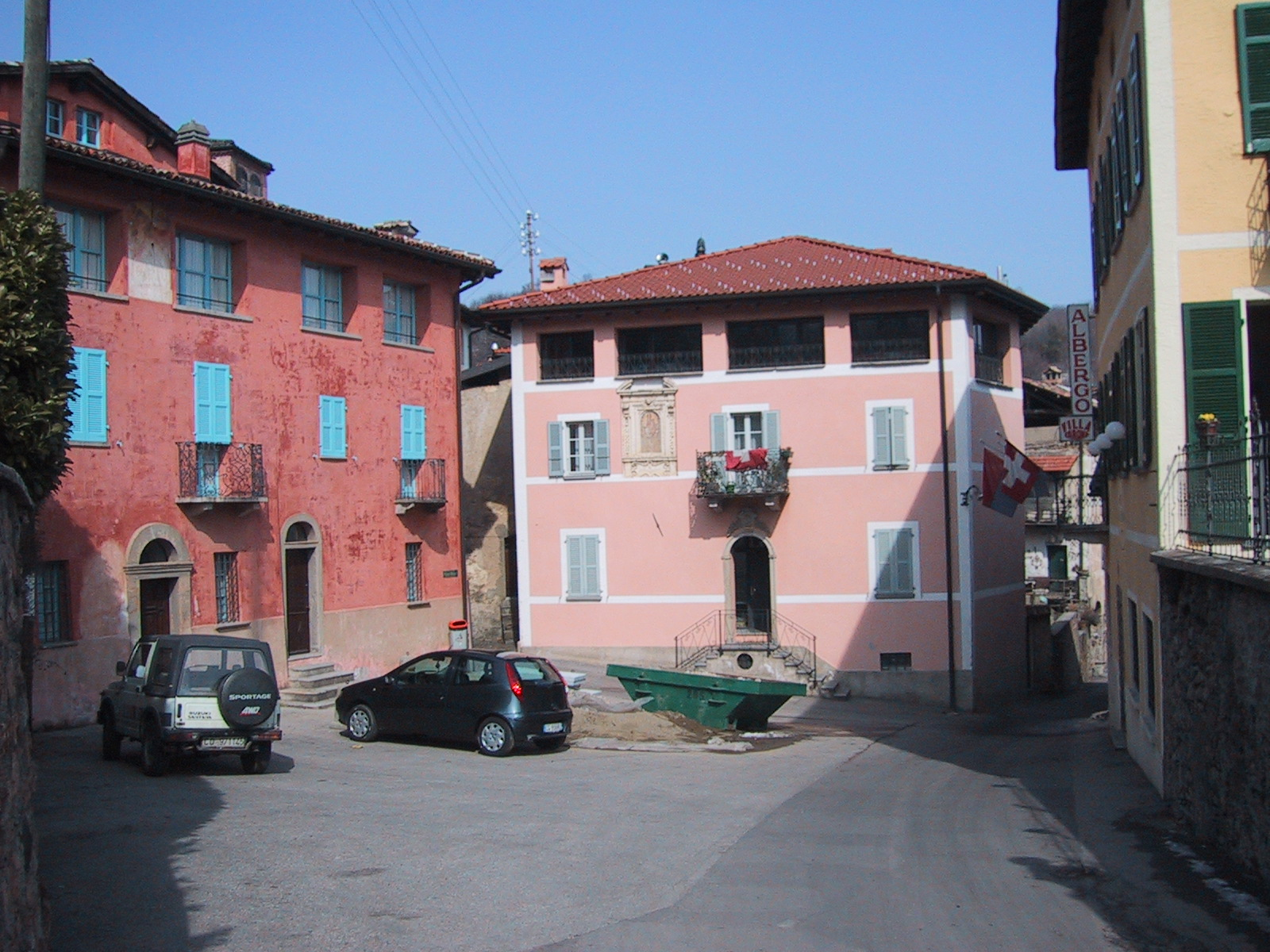
Plaza en Carona.